# Salome Zoerabisjvili
Salome Zoerabisjvili (Georgisch: სალომე ზურაბიშვილი, Frans: Salome Zourabichvili) (Parijs, 18 maart 1952) is een Georgisch politica. Van 2018 tot 2024 was zij de president van Georgië. Zij claimde na de inauguratie van haar opvolger Micheil Kavelasjvili nog steeds de legitieme president te zijn, omdat hij buiten de wettelijke orde aan het presidentschap gekomen zou zijn.

## Biografie
Zoerabisjvili werd in 1952 geboren in de Franse hoofdstad Parijs uit Georgische ouders die in 1921 hun vaderland ontvlucht waren na de val van de Democratische Republiek Georgië en de daaropvolgende Sovjetbezetting. Ze studeerde aan de Sciences Po en aan de Columbia-universiteit.
In 1974 werd ze lid van het Franse diplomatieke korps, waarvoor ze onder meer werkte in Brussel, New York, Rome en Washington. In 1986 bezocht Zoerabisjvili voor het eerst Georgië en in 2003 werd ze benoemd tot Franse ambassadeur in Tbilisi. Een jaar later maakte ze op uitnodiging van president Micheil Saakasjvili haar entree in de Georgische politiek.

## Georgische politiek
In maart 2004 werd Zoerabisjvili door president Micheil Saakasjvili voorgedragen als minister van Buitenlandse Zaken. Om op die post benoemd te kunnen worden verleende Saakasjvili haar het Georgisch staatsburgerschap. Negentien maanden na haar benoeming werd ze door premier Zoerab Nogaideli ontslagen vanwege fricties met de parlementaire meerderheid, parlementsvoorzitter Nino Boerdzjanadze en het Georgische diplomatieke korps.
Kort daarop begon Zoerabisjvili haar eigen politieke partij Georgische Weg waarmee ze oppositie voerde tegen Saakasjvili en diens vermeende eenpartijstaat. De verenigde oppositie nomineerde haar als kandidaat voor het premierschap indien de oppositiekandidaat voor de presidentsverkiezingen van 2008 zou winnen. Deze kandidaat, Levan Gatsjetsjiladze, verloor evenwel van Saakasjvili. In 2010 kondigde ze aan Georgische Weg niet langer te zullen leiden.
In 2013 trachtte Zoerabisjvili een gooi te doen naar het presidentschap. Haar kandidatuur werd echter ongeldig verklaard door de verkiezingscommissie op basis van haar dubbele (Frans-Georgische) nationaliteit. Daarop sprak ze haar steun uit voor Giorgi Margvelasjvili van Georgische Droom. Margvelasjvili won deze verkiezing.

### Presidentschap

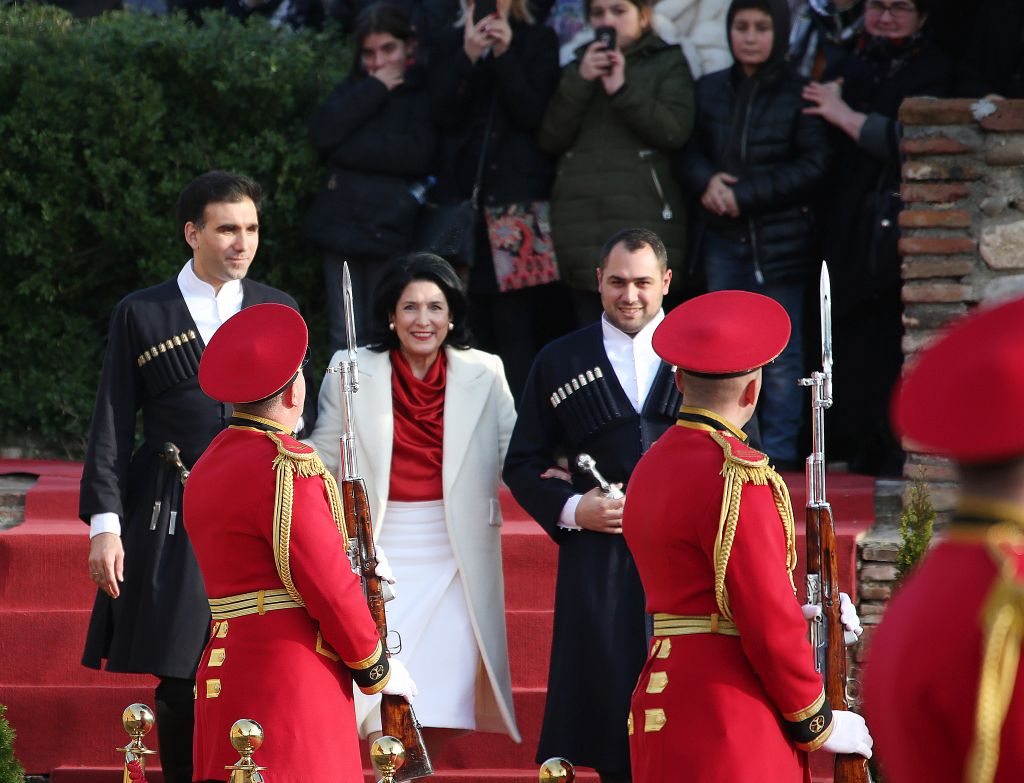
Inzegening van Zoerabisjvili in Telavi als president van Georgië.

Vijf jaar later kondigde Zoerabisjvili aan opnieuw een gooi te willen doen naar het presidentschap in de presidentsverkiezingen van 2018. Dit keer kwam er geen bezwaar van de verkiezingscommissie, omdat ze eerder dat jaar afstand had gedaan van haar Franse nationaliteit. Ze gaf aan als onafhankelijke kandidaat te zullen deelnemen, maar regeringspartij Georgische Droom steunde haar kandidatuur toen deze partij besloot geen eigen kandidaat naar voren te schuiven. Zoerabisjvili behaalde 38,6% van de stemmen in de eerste ronde, en won daarna de beslissende tweede ronde van Grigol Vasjadze van de Verenigde Nationale Beweging met 59,5% van de stemmen. Hiermee werd ze de eerste vrouw die verkozen werd tot president van Georgië. Ze trad aan op 16 december 2018.
Gedurende haar termijn raakte ze steeds meer gebrouilleerd met de regering. Ze distantieerde zich in de tweede helft van haar termijn steeds meer en openlijk van de regering, die in toenemende mate het conflict met de Europese Unie en Verenigde Staten opzocht. De president, als hoeder van de grondwet, zag het als haar taak juist deze relaties te koesteren ten behoeve van de grondwettelijk verplichte Europese en Transatlantische integratie. Ze was uitgesproken kritisch over verschillende wetsvoorstellen die Georgische Droom lanceerde. Ze vaardigde veto's uit over meerdere wetten, waaronder een surveillancewet en de controversiële wet 'Over transparantie van buitenlandse invloed', oftewel de "buitenlandse agent-wet". De veto's haalden in de praktijk weinig uit, omdat het parlement deze vrij gemakkelijk kan wegstemmen.

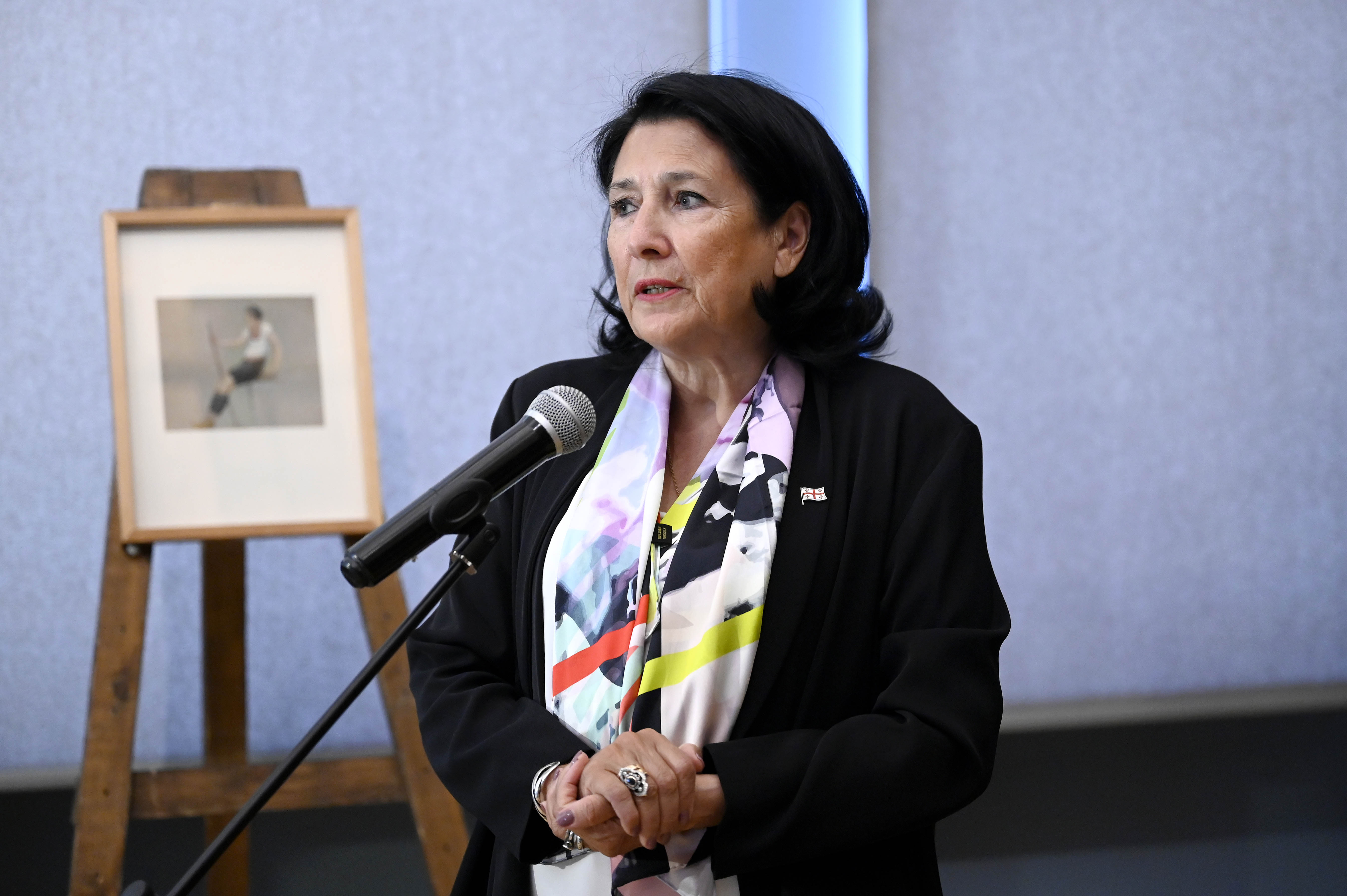
Zoerabisjvili in 2022.

Daarnaast was er frictie tussen de regering Garibasjvili en de president over haar taken en mandaten, een zogeheten interinstitutioneel conflict. Dit kwam in de zomer van 2023 tot een botsing over buitenlandse reizen die Zoerabisjvili maakte als staatshoofd. Grondwettelijk moet ze daarvoor toestemming van de regering hebben, wat ze in een aantal gevallen niet kreeg, maar er toch voor koos te reizen. Dit was volgens haar in het nationale belang ten aanzien van het verkrijgen van de Georgische EU-kandidaatsstatus.
De parlementsfractie van Georgische Droom antwoordde hierop door een afzettingsprocedure tegen de president te initiëren, wat een primeur was in de Georgische politieke geschiedenis. Ondanks dat het Grondwettelijk Hof meeging in de beschuldiging dat de grondwet was geschonden, strandde de afzetting in het parlement door het gebrek aan de vereiste tweederdemeerderheid. In oktober 2024 startte Georgische Droom een tweede afzettingsprocedure om principiële reden, wetende dat het haar termijn hooguit een maand zou verkorten.

### Politieke crisis en opvolging

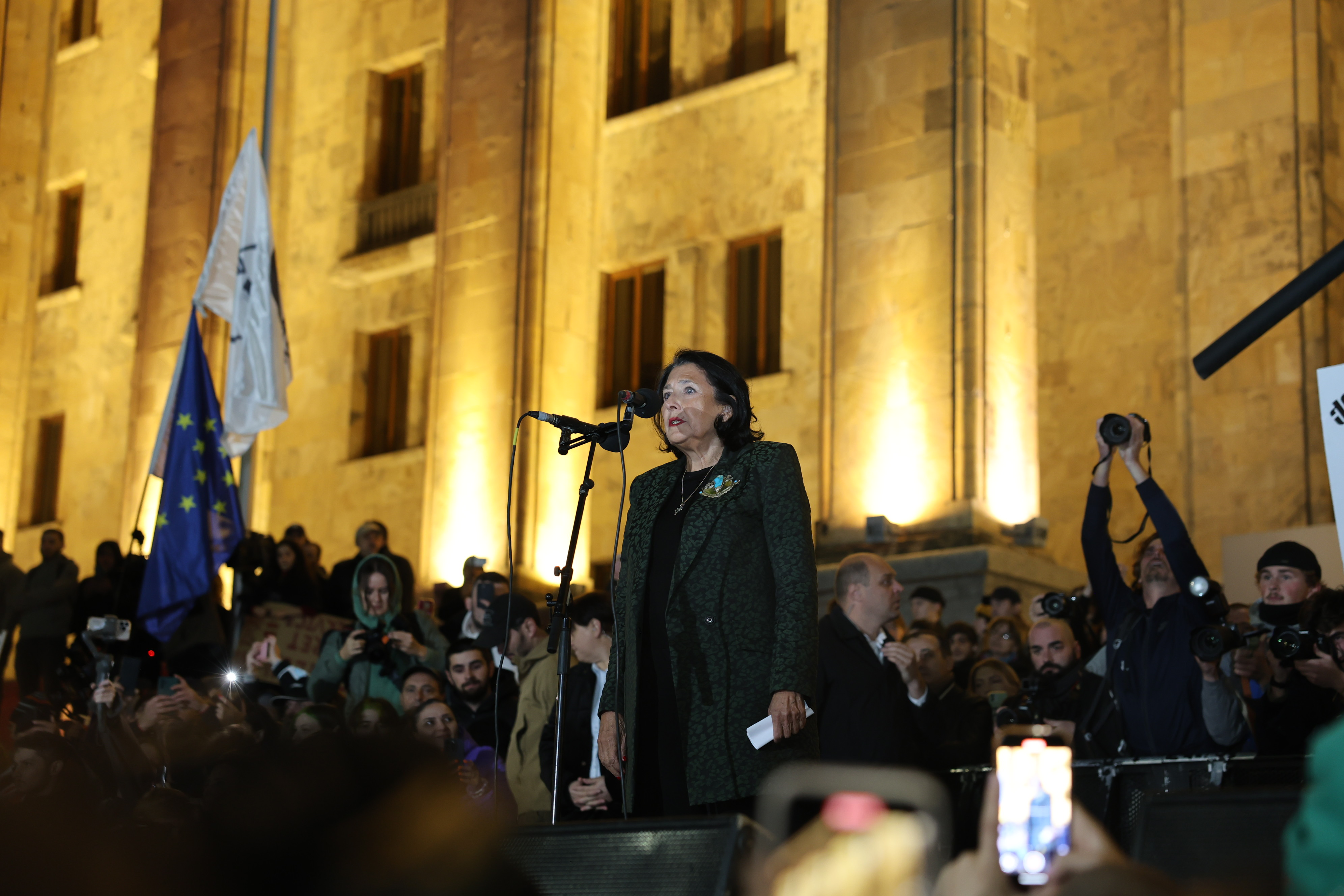
Zoerabisjvili tijdens demonstraties na de parlementsverkiezing van oktober 2024.

De confrontatie tussen de regering en Zoerabisjvili culmineerde na de parlementsverkiezing van oktober 2024, toen zij de resultaten weigerde te erkennen vanwege verkiezingsfraude. Ze weigerde vervolgens de inzegeningsbijeenkomst van het nieuwe parlement bijeen te roepen, grondwettelijk de taak van de president. Georgische Droom, die de verkiezingswinst opeiste, belegde vervolgens zelf de inzegening en bekrachtigde vervolgens de regering onder leiding van premier Irakli Kobachidze. Het parlement schreef tevens de presidentsverkiezing uit voor 14 december 2024, met een inzegening op 29 december 2024. Al deze stappen werden door president Zoerabisjvili onwettig verklaard. Volgens haar kan een illegaal parlement niet een nieuwe president kiezen.
Ze stelde dat ze niet zou aftreden als president na afloop van haar termijn in december 2024, totdat er een nieuwe parlementsverkiezing gehouden zou worden. Micheil Kavelasjvili werd op 14 december 2024 door een kiescollege aangewezen als de zesde president van Georgië en werd twee weken later ingezegend. De oppositie en Zoerabisjvili erkenden zijn presidentschap niet en beschouwden Zoerabisjvili ook na 29 december 2024 als legitieme president van Georgië. Het Europees parlement was het daar in een resolutie in februari 2025 mee eens.

## Onderscheidingen
Op de Georgische onafhankelijkheidsdag 26 mei 2025 kreeg Zoerabisjvili van president Maia Sandu de hoogste onderscheiding van Moldavië toegekend, de Orde van de Republiek. Zoerabisjvili kreeg deze onderscheiding als "erkenning van de kracht van het Georgische volk" en president Zoerabisjvili's "leiderschap en toewijding aan democratische waarden", "die ons allemaal inspireren" volgens Sandu.